# Московский кадетский корпус юстиции
Кадетская школа-интернат № 8 «Московский кадетский корпус юстиции» — московское учреждение общего среднего образования. Статус кадетского корпуса имеет с 2002 года.

## Общая информация
Московский кадетский корпус юстиции открылся на базе школы-интерната 17 сентября 2002 года. Учредителями стали Департамент образования и Главное управление исполнения наказаний Министерства юстиции РФ. Корпус рассчитан на обучение 300 воспитанников в год. Большинство воспитанников мальчики, девочек в 2003 году было всего 10 %. Обучение бесплатное, вне конкурса принимаются сироты и дети сотрудников органов и учреждений Министерства юстиции, погибших или оставшихся инвалидами при исполнении служебного долга.
Московский кадетский корпус юстиции является учебным заведением общеобразовательного типа, в котором реализуются дополнительные программы, ориентированные на юридические профессии, в сочетании с общим гуманитарным образованием. Программа включает углублённое изучение двух иностранных языков (английского и французского), а также начальную военную подготовку, историю русской армии и кадетских корпусов, этику и этикет. К общим экзаменам Министерства образования и науки РФ корпус добавляет свои: так, в 2003 году в девятом классе учащиеся сдавали экамены по истории и физической культуре. В корпусе уделяется много внимания дополнительному образованию. Для учеников были созданы секции регби, борьбы, шахмат, духовой оркестр.
По итогам первых пяти лет функционирования корпуса 100 % его воспитанников после выпуска поступали в высшие учебные заведения, из них 50 % — в высшие военные учебные заведения России. Над каждой ротой шефствует высшие учебные заведения ФСИН России. Над первой ротой шефствует Владимирский юридический институт, вторую курирует Вологодский институт права и экономики. Самарский юридический институт шефствует над старшими классами. В состав попечительского совета корпуса входят (по данным на 2009 год) Валентина Толкунова и Владимир Жириновский.
В 2014 году корпус вошел в состав Колледжа полиции, получив название «Кадетский корпус Колледжа полиции».